# Браман
Брама́н (фр. Bramans) — колишній муніципалітет у Франції, у регіоні Овернь-Рона-Альпи, департамент Савоя. Населення — 403 осіб (2011).
Муніципалітет був розташований на відстані близько 530 км на південний схід від Парижа, 165 км на схід від Ліона, 80 км на південний схід від Шамбері.

## Історія
До 2015 року муніципалітет перебував у складі регіону Рона-Альпи. Від 1 січня 2016 року належав до нового об'єднаного регіону Овернь-Рона-Альпи.
1 січня 2017 року Браман, Ланлебур-Мон-Сені, Ланлевіллар, Сольєр-Сардьєр i Терміньон було об'єднано в новий муніципалітет Валь-Сені.

## Демографія
Динаміка населення (INSEE ):
Розподіл населення за віком та статтю (2006):
| Стать | Всього | До 15 років | 15-24 | 25-44 | 45-64 | 65-85 | Понад 85 |
| --- | ------ | ----------- | ----- | ----- | ----- | ----- | -------- |
| Чоловіки | 200    | 24          | 20    | 48    | 68    | 24    | 16       |
| Жінки | 176    | 12          | 20    | 36    | 84    | 12    | 12       |
| \| Статево-вікова піраміда \| Статево-вікова піраміда \| Статево-вікова піраміда \| \| ----------------------- \| ----------------------- \| ----------------------- \| \| Чоловіки \| Вік \| Жінки \| \| 16 \| 85 + \| 12 \| \| 4 \| 80-84 \| 0 \| \| 8 \| 75-79 \| 8 \| \| 0 \| 70-74 \| 4 \| \| 12 \| 65-69 \| 0 \| \| 12 \| 60-64 \| 24 \| \| 20 \| 55-59 \| 16 \| \| 16 \| 50-54 \| 20 \| \| 20 \| 45-49 \| 24 \| \| 20 \| 40-44 \| 8 \| \| 0 \| 35-39 \| 8 \| \| 20 \| 30-34 \| 8 \| \| 8 \| 25-29 \| 12 \| \| 0 \| 20-24 \| 12 \| \| 20 \| 15-20 \| 8 \| \| 8 \| 10-14 \| 4 \| \| 8 \| 5-9 \| 4 \| \| 8 \| 0-4 \| 4 \| |        |             |       |       |       |       |          |
| Статево-вікова піраміда |        |             |       |       |       |       |          |
| Чоловіки | Вік    | Жінки       |       |       |       |       |          |
| 16 | 85 +   | 12          |       |       |       |       |          |
| 4 | 80-84  | 0           |       |       |       |       |          |
| 8 | 75-79  | 8           |       |       |       |       |          |
| 0 | 70-74  | 4           |       |       |       |       |          |
| 12 | 65-69  | 0           |       |       |       |       |          |
| 12 | 60-64  | 24          |       |       |       |       |          |
| 20 | 55-59  | 16          |       |       |       |       |          |
| 16 | 50-54  | 20          |       |       |       |       |          |
| 20 | 45-49  | 24          |       |       |       |       |          |
| 20 | 40-44  | 8           |       |       |       |       |          |
| 0 | 35-39  | 8           |       |       |       |       |          |
| 20 | 30-34  | 8           |       |       |       |       |          |
| 8 | 25-29  | 12          |       |       |       |       |          |
| 0 | 20-24  | 12          |       |       |       |       |          |
| 20 | 15-20  | 8           |       |       |       |       |          |
| 8 | 10-14  | 4           |       |       |       |       |          |
| 8 | 5-9    | 4           |       |       |       |       |          |
| 8 | 0-4    | 4           |       |       |       |       |          |

## Економіка
2010 року серед 261 особи працездатного віку (15—64 років) 201 була активною, 60 — неактивними (показник активності 77,0%, у 1999 році було 75,5%). З 201 активної мешканців працювали 194 особи (101 чоловік та 93 жінки), безробітними було 7 (5 чоловіків та 2 жінки). Серед 60 неактивних 10 осіб було учнями чи студентами, 33 — пенсіонерами, 17 були неактивними з інших причин.

У 2010 році в муніципалітеті числилось 195 оподаткованих домогосподарств, у яких проживали 408,0 особи, медіана доходів виносила 19 639 євро на одного особоспоживача